# Distrito de Jenaro Herrera
El distrito de Jenaro Herrera es uno de los once que conforman la provincia de Requena, ubicada en el departamento de Loreto en el Oriente del Perú.
Su nombre honra al escritor, periodista, investigador, explorador, cartógrafo, abogado y narrador moyobambino Genaro Herrera.
Desde el punto de vista jerárquico de la Iglesia católica forma parte del Vicariato Apostólico de Requena.